# Чолах Владислав Валерійович
Владислав Валерійович Чолах (рос. Владислав Валерьевич Челах) — рядовий прикордонної служби Казахстану, засуджений за масове вбивство товаришів по службі. Він був єдиним вцілілим після надзвичайної події на погранпосту в гірському районі на кордоні Казахстану з Китаєм у травні 2012 року, коли загинули 14 прикордонників і єгер.

## Біографія
Владислав Валерійович Чолах народився 8 жовтня 1992 року в Караганді (Казахстан) в родині залізничника. У родині Челаха були ще діти — його молодші сестра і брат (народився незадовго до того, як Владислава призвали в армію).
Владислав Чолах закінчив дев'ять класів міської школи № 54, після чого вступив до карагандинської професійної школи № 21, де в 2011 році отримав кваліфікацію помічника машиніста третього розряду. За словами батька Челаха, його син добре вчився в школі і технікумі, мріяв стати машиністом електровоза і служити в прикордонних військах.

### Військова служба
У віці 19 років, в листопаді 2011 року Чолах був призваний в армію Казахстану і відправлений служити в прикордонну службу Комітету нацбезпеки (КНБ) Казахстану. Навесні 2012 року рядовий був приписаний до посту «Арканкерген» («Гірський») прикордонної застави «Сари-Боктер» каз. Сари бөктер) в Алакольскому районі Алматинській області Казахстану, на кордоні з Китаєм. Повідомлялося, що цей пост працював тільки в літній час і займався запобіганням незаконного збору лікарських трав громадянами КНР. Деякі ЗМІ вказували на те, що Чолах був єдиним росіянином, який перебуваа на той момент на заставі. За словами його батьків, під час служби їхній син не скаржився на дідівщину і в червні 2012 року збирався у відпустку, щоб побачитися з родиною.

## Злочин
30 травня 2012 року пост «Арканкерген» не вийшов на зв'язок. Прибулі туди співробітники прикордонної служби виявили згорілу будівлю казарми, в якій було знайдено тіла 13 прикордонників. Пізніше був знайдений труп ще одного військовослужбовця (всього на посту повинні були перебувати 15 співробітників прикордонної служби КНБ), а також труп єгеря, який жив неподалік. За даними агентства «Хабар», НП сталася в ніч на 28 травня. У пресі була озвучена версія, згідно з якою військовослужбовці загинули уві сні під час пожежі. Це припущення на початку червня підтвердив директор КНБ Казахстану Нуржан Мирзалієв: за даними силовиків, вогнепальне поранення було тільки у загиблого єгеря. Разом з тим у той же період деякі ЗМІ висунули іншу версію події: зокрема, ІА Regnum з посиланням на «інформоване джерело», повідомляло, що військовослужбовці погранпоста, «можливо, були вбиті, є ймовірність, що застрелені». Наводилась також версія з посиланням на джерела місцевих ЗМІ, згідно з якою «хтось напоїв прикордонників алкоголем зі снодійним». Проте в рештках військовослужбовців і єгеря мисливського господарства експертиза не виявила слідів алкоголю.
Ця подія відразу отримала широкий резонанс у Казахстані. Висувалися дві версії події: пост прикордонної служби міг піддатися нападу з боку місцевих жителів, контрабандистів або професійних бойовиків, або розправа була здійснена на ґрунті нестатутних відносин. Вже 1 червня президент Республіки Нурсултан Назарбаєв заявив, що подія була актом тероризму, що стався в результаті внутрішніх конфліктів".
Чолах став єдиним уцілілим службовцем погранпоста. 5 червня 2012 року він, за однією з версій, був виявлений під час пошуків на одній із зимівель: у пресі повідомлялося, що він був одягнений у цивільний одяг. За іншими даними, опублікованими в ЗМІ, солдат сам вийшов до згорілого посту або найближчого селища. Чолах перебував у шоковому стані і мав при собі пістолет вбитого начальника застави. Також повідомлялося, що в день НП він був черговим. В день затримання Чолах відразу потрапив під підозру у вбивстві.
6 червня 2012 року в пресі з'явилися відомості з посиланням на джерело в регіональній адміністрації, згідно з якими Чолах зізнався у вбивстві товаришів по службі та єгеря. При цьому не уточнювалося, як він зміг сам вбити 15 озброєних людей. На наступний день прокуратура Казахстану офіційно оголосила про зроблені Челахом зізнання: за його словами, він убив товаришів по службі, а потім влаштував підпал. Мотивом злочину, за словами представника прокуратури, «послужили внутрішні конфлікти і нез'ясовний стан — потьмарення свідомості». Проте під час короткого побачення з матір'ю Чолах сказав їй, що не вбивав співробітників.
13 червня 2012 року стало відомо, що у зв'язку з подією на посту «Арканкерген» Мирзалієв подав у відставку з поста глави прикордонної служби.
25 липня того ж року адвокат Челаха Тулеген Берликожанов повідомив, що його підзахисний відмовився від свідчень, нібито даних під психологічним тиском. Чолах став стверджувати, що на табір напали невідомі.
1 жовтня 2012 року Челаху було офіційно висунуто звинувачення за 8 статтями кримінального кодексу Казахстану: вбивство 2-х і більше осіб, крадіжка (при затриманні у нього вилучили фотоапарат, ноутбук і деякі інші предмети), викрадення і незаконне зберігання зброї, пошкодження військового майна (підпал казарми), дезертирство, викрадення документів з грифом «таємно» (а саме карти держкордону).

## Вирок
11 грудня 2012 року Суд визнав винним прикордонника Владислава Челаха у вбивстві 15 осіб на посту «Арканкерген» і засудив його до довічного ув'язнення з відбуванням покарання в колонії особливого режиму. «Визнати винним через відсутність пом'якшувальних обставин, призначити покарання у вигляді довічного позбавлення волі в колонії особливого режиму», — сказав суддя спеціалізованого міжрайонного військового суду у кримінальних справах Ербол Ахметжанов, зачитуючи вирок. Чолах звинувачувався у скоєнні злочинів, передбачених наступними статтями Кримінального кодексу Казахстану: 96 (Вбивство) ч.2 п. «а, в, д, к, н», 175 (Крадіжка) ч.2 п. «б», 172 (Незаконне отримання, розголошення, розповсюдження державних секретів) ч.1, 175 (Крадіжка) ч.2 п. «б», «в», 255 (Розкрадання або вимагання зброї, боєприпасів, вибухових речовин і вибухових пристроїв) ч.3 п."а", 251 (Незаконні придбання, передача, збут, зберігання, перевезення або носіння зброї, боєприпасів, вибухових речовин і вибухових пристроїв) ч.1, 387 (Умисне знищення або пошкодження майна), ч.2 373 (Дезертирство) ч.2, 145 (Порушення недоторканності житла) ч.2.
З 5 березня 2013 року Чолах міститься в установі КК 161/3 міста Жітікара, єдиною в Казахстані колонії для довічно засуджених, на тюремному жаргоні званої «Чорний беркут».